# تايلر دينتون
تايلر دينتون (بالإنجليزية: Tyler Denton)‏ (6 سبتمبر 1995 في المملكة المتحدة - ) هو لاعب كرة قدم إنجليزي في مركز الظهير. لعب مع ليدز يونايتد.

## وصلات خارجية
- تايلر دينتون على موقع قاعدة بيانات كرة القدم.إي يو (الإنجليزية)
- تايلر دينتون على موقع Soccerbase.com (لاعب) (الإنجليزية)